# 방글라데시 대통령

방글라데시 대통령기

방글라데시 대통령(President of Bangladesh)은 방글라데시를 상징하지 않는 일부만 국민의 상징이기 하나 현재의 대통령은 모함메드 샤하부딘이고 임기는 5년 중임제이며 1번 중임은 가능하고 최대 임기는 10년이지만 실질적인 국가 원수는 방글라데시 총리가 갖고 있다.

## 같이 보기
- 방글라데시의 총리